# ゴールデンハインド (競走馬)
ゴールデンハインド（欧字名:Golden Hind、2020年4月25日 - ）は、日本の競走馬。2023年のフローラステークスの勝ち馬である。
馬名の意味は、「黄金の雌鹿」という名のイングランド王国の帆船。父名より連想。
なお、ゴールデンハインドという名前の競走馬は他にも存在する。
1. 日本の、1982年生まれの競走馬および繁殖牝馬。父イエローゴッド、母フアストパレード、母父モンタヴァル。未出走で引退[3]。
2. 日本の、2006年生まれの競走馬。父クロフネ、母ゴールドティアラ、母父Seeking the Gold。通算成績25戦6勝。主な勝ち鞍に2012年の万葉ステークス（OP）[4]。

## 戦績
2022年7月3日、福島競馬場第5競走の2歳新馬戦（芝1800m）で、柴田大知を背にデビューし5着。3週間後、再び福島に遠征し、デビュー戦と同距離の2歳未勝利戦で初勝利を収めた。10月1日の芙蓉ステークスは終盤まで逃げ粘ったが、シーウィザードに交わされ2着に惜敗。10月22日のアイビーステークスは4着に敗れる。
3歳となった2023年は2月26日の1勝クラス・デイジー賞より始動。1番人気に支持され、好位から鋭く脚を伸ばしたが、エミューに交わされ2着に惜敗した。初の重賞挑戦で出走した3月18日のフラワーカップは4着に敗北。次走は4月23日に東京競馬場で行われたフローラステークスに出走。好スタートを切ってハナに立つとマイペースでレースを進め、直線に入っても脚色衰えることなく後続の追い上げを封じてゴール。重賞初制覇を飾ると共にオークス（優駿牝馬）への優先出走権を手にした。その後オークスは9着に敗れ、3歳シーズンの後半は休養となった。
4歳となった2024年は1月6日の中山金杯から始動し9着の後、船橋競馬場のクイーン賞で初めてダートに挑戦するが9着に敗れた。その後は中山牝馬ステークスに向けて調整されていたが、腰角骨折が判明。その後の診察で競走能力喪失と診断されたため、同年3月14日に現役を引退することがラフィアンターフマンクラブにより発表され、翌15日付でJRAの競走馬登録を抹消された。引退後は北海道新冠町のビッグレッドファームで繁殖牝馬としての供用を目指すが、この時点で長距離輸送の許可が下りていないことから、当面は茨城県鉾田市のビッグレッドファーム鉾田トレーニングセンターへ移動して療養と経過観察を行い、北海道へ移動するタイミングを見計らうこととなった。

## 競走成績
以下の内容は、JBISサーチおよびnetkeiba.comの情報に基づく。
| 競走日     | 競馬場 | 競走名     | 格     | 距離（馬場）  | 頭 数 | 枠 番 | 馬 番 | オッズ （人気） | 着順 | タイム （上り3F） | 着差 | 騎手      | 斤量 [kg] | 1着馬（2着馬）       | 馬体重 [kg] |
| ---------- | ------ | ---------- | ------ | ------------- | ----- | ----- | ----- | --------------- | ---- | ----------------- | ---- | --------- | --------- | -------------------- | ----------- |
| 2022.07.03 | 福島   | 2歳新馬    |        | 芝1800m（良） | 13    | 3     | 3     | 019.60（7人）   | 05着 | R1:51.8（36.2）   | -0.3 | 0柴田大知 | 54        | フロムナウオン       | 476         |
| 0000.07.23 | 福島   | 2歳未勝利  |        | 芝1800m（稍） | 13    | 4     | 4     | 005.10（4人）   | 01着 | R1:53.0（36.7）   | -0.1 | 0戸崎圭太 | 54        | （トクシーカイザー） | 478         |
| 0000.10.01 | 中山   | 芙蓉S      | OP     | 芝2000m（良） | 7     | 1     | 1     | 014.00（5人）   | 02着 | R2:04.5（35.0）   | -0.1 | 0戸崎圭太 | 54        | シーウィザード       | 480         |
| 0000.10.22 | 東京   | アイビーS  | L      | 芝1800m（良） | 8     | 8     | 8     | 018.50（5人）   | 04着 | R1:48.0（33.8）   | -0.5 | 0戸崎圭太 | 54        | チャンスザローゼス   | 480         |
| 2023.02.26 | 中山   | デイジー賞 | 1勝    | 芝1800m（良） | 9     | 8     | 9     | 001.60（1人）   | 02着 | R1:50.5（35.6）   | -0.2 | 0横山武史 | 54        | エミュー             | 472         |
| 0000.03.18 | 中山   | フラワーC  | GIII   | 芝1800m（不） | 16    | 6     | 12    | 009.60（7人）   | 04着 | R1:53.6（37.9）   | -0.4 | 0丹内祐次 | 54        | エミュー             | 476         |
| 0000.04.23 | 東京   | フローラS  | GII    | 芝2000m（良） | 15    | 4     | 7     | 016.60（7人）   | 01着 | R1:58.9（34.1）   | -0.2 | 0菅原明良 | 54        | （ソーダズリング）   | 486         |
| 0000.05.21 | 東京   | 優駿牝馬   | GI     | 芝2400m（良） | 18    | 3     | 6     | 017.60（4人）   | 11着 | R2:25.8（37.0）   | -2.7 | 0菅原明良 | 55        | リバティアイランド   | 492         |
| 2024.01.06 | 中山   | 中山金杯   | GIII   | 芝2000m（良） | 17    | 6     | 11    | 007.30（4人）   | 09着 | R1:59.5（35.4）   | -0.6 | 0菅原明良 | 54        | リカンカブール       | 498         |
| 0000.02.07 | 船橋   | クイーン賞 | JpnIII | ダ1800m（重） | 10    | 7     | 7     | 011.00（5人）   | 09着 | R2:00.5（44.4）   | -7.4 | 0菅原明良 | 54        | アーテルアストレア   | 505         |

## 血統表
| ゴールデンハインドの血統                              | ゴールデンハインドの血統           | ゴールデンハインドの血統           | （血統表の出典）                   | （血統表の出典） |
| 父系                                                  | サンデーサイレンス系（ヘイロー系） | サンデーサイレンス系（ヘイロー系） | サンデーサイレンス系（ヘイロー系） |                  |
| 父 ゴールドシップ 2009 芦毛 北海道日高町              | 父の父ステイゴールド 1994 黒鹿毛   | *サンデーサイレンス                | Halo                               | Halo             |
| 父 ゴールドシップ 2009 芦毛 北海道日高町              | 父の父ステイゴールド 1994 黒鹿毛   | *サンデーサイレンス                | Wishing Well                       |                  |
| 父 ゴールドシップ 2009 芦毛 北海道日高町              | 父の父ステイゴールド 1994 黒鹿毛   | ゴールデンサッシュ                 | *ディクタス                        | *ディクタス      |
| 父 ゴールドシップ 2009 芦毛 北海道日高町              | 父の父ステイゴールド 1994 黒鹿毛   | ゴールデンサッシュ                 | ダイナサッシュ                     |                  |
| 父 ゴールドシップ 2009 芦毛 北海道日高町              | 父の母ポイントフラッグ 1998 芦毛   | メジロマックイーン                 | メジロティターン                   | メジロティターン |
| 父 ゴールドシップ 2009 芦毛 北海道日高町              | 父の母ポイントフラッグ 1998 芦毛   | メジロマックイーン                 | メジロオーロラ                     |                  |
| 父 ゴールドシップ 2009 芦毛 北海道日高町              | 父の母ポイントフラッグ 1998 芦毛   | パストラリズム                     | *プルラリズム                      | *プルラリズム    |
| 父 ゴールドシップ 2009 芦毛 北海道日高町              | 父の母ポイントフラッグ 1998 芦毛   | パストラリズム                     | トクノエイティー                   |                  |
| 母 *オレゴンレディ Oregon Lady 2007 鹿毛 アイルランド | 母の父Shamardal 2002 鹿毛          | Giant's Causeway                   | Storm Cat                          | Storm Cat        |
| 母 *オレゴンレディ Oregon Lady 2007 鹿毛 アイルランド | 母の父Shamardal 2002 鹿毛          | Giant's Causeway                   | Mariah's Storm                     |                  |
| 母 *オレゴンレディ Oregon Lady 2007 鹿毛 アイルランド | 母の父Shamardal 2002 鹿毛          | Helsinki                           | Machiavellian                      | Machiavellian    |
| 母 *オレゴンレディ Oregon Lady 2007 鹿毛 アイルランド | 母の父Shamardal 2002 鹿毛          | Helsinki                           | Helen Street                       |                  |
| 母 *オレゴンレディ Oregon Lady 2007 鹿毛 アイルランド | 母の母Oregon Trail 1999 鹿毛       | Gone West                          | Mr. Prospector                     | Mr. Prospector   |
| 母 *オレゴンレディ Oregon Lady 2007 鹿毛 アイルランド | 母の母Oregon Trail 1999 鹿毛       | Gone West                          | Secrettame                         |                  |
| 母 *オレゴンレディ Oregon Lady 2007 鹿毛 アイルランド | 母の母Oregon Trail 1999 鹿毛       | Oscillate                          | Seattle Slew                       | Seattle Slew     |
| 母 *オレゴンレディ Oregon Lady 2007 鹿毛 アイルランド | 母の母Oregon Trail 1999 鹿毛       | Oscillate                          | Dance Number                       |                  |
| 母系(F-No.)                                           | (FN:1-s)                           | (FN:1-s)                           | (FN:1-s)                           |                  |
| 5代内の近親交配                                       | Mr. Prospector：5×4（母内）        | Mr. Prospector：5×4（母内）        | Mr. Prospector：5×4（母内）        |                  |
| 出典                                                  | 1.                                 | 1.                                 | 1.                                 | 1.               |

- 牝系は名門のイントリーギング/ラトロワンヌ系に属し、近親にはフロストジャイアント、リズム、スーパーセイヴァー、ブルーグラスキャット、アサティスなど活躍馬多数。